# El Casbil
El Casbil är en ort i Mexiko.   Den ligger i kommunen La Grandeza och delstaten Chiapas, i den sydöstra delen av landet, 900 km sydost om huvudstaden Mexico City. El Casbil ligger 2 430 meter över havet och antalet invånare är 232.
Terrängen runt El Casbil är bergig åt sydost, men åt nordväst är den kuperad. Runt El Casbil är det ganska tätbefolkat, med 96 invånare per kvadratkilometer. Närmaste större samhälle är El Porvenir de Velasco Suárez, 7,0 km väster om El Casbil. I omgivningarna runt El Casbil växer huvudsakligen savannskog.